# ایالت خلق هسن
ایالت خلق هسن (به آلمانی: Volksstaat Hessen) از سال ۱۹۱۸ تا ۱۹۴۵ نام رسمی ایالت هسن-دارمشتات در آلمان بود.

## تاریخ
پس از پایان جنگ جهانی اول، دوک بزرگ هسن (به آلمانی: Großherzogtum Hessen) به جمهوری تبدیل شد و نام خود را به «ایالت خلق» تغییر داد. پایتخت این ایالت شهر دارمشتات بود. این ایالت متشکل از استانهای هسن علیا (آلمانی: Oberhessen به پایتختی گیسن)، اشتارکنبورگ (پایتخت دارمشتات) و هسن راینی (آلمانی: Rheinhessen به پایتختی ماینتس) بود.
مساحت ایالت ۷٬۶۹۲ کیلومتر مربع بود و جمعیتی برابر با ۱٬۳۴۷٬۲۷۹ سکنه داشت. دو سوم جمعیت این ایالت پروتستان و یک سوم آن کاتولیک رومی بودند.
بر طبق معاهده ورسای، تقریباً ۴۰٪ از زمین‌های این ایالت (به ویژه هسن راینی و بخشی از اشتارکنبورگ) تا ۳۰ ژوئن ۱۹۳۰ توسط ارتش فرانسه اشغال شد.
پس از پایان جنگ جهانی دوم، هسن علیا و اشتارکنبورگ بخشی از منطقه اشغال آمریکا بودند، در حالی که هسن راین، در سمت غربی رودخانه راین به اشغال فرانسه درآمد. در ۱۹ سپتامبر ۱۹۴۵، فرماندهی جدید آمریکایی در آلمان اشغالی، ایالت هسن بزرگ (به آلمانی: Groß-Hessen) را با ادغام ایالت‌های پروسی سابق هسن و ناسائو به همراه فرانکفورت آم ماین تشکیل دادند. ایالت بزرگ سپس در ۱ دسامبر ۱۹۴۶ به هسن تغییر نام داد و سپس به یکی از ایالت‌های فدرال آلمان غربی تبدیل شد.

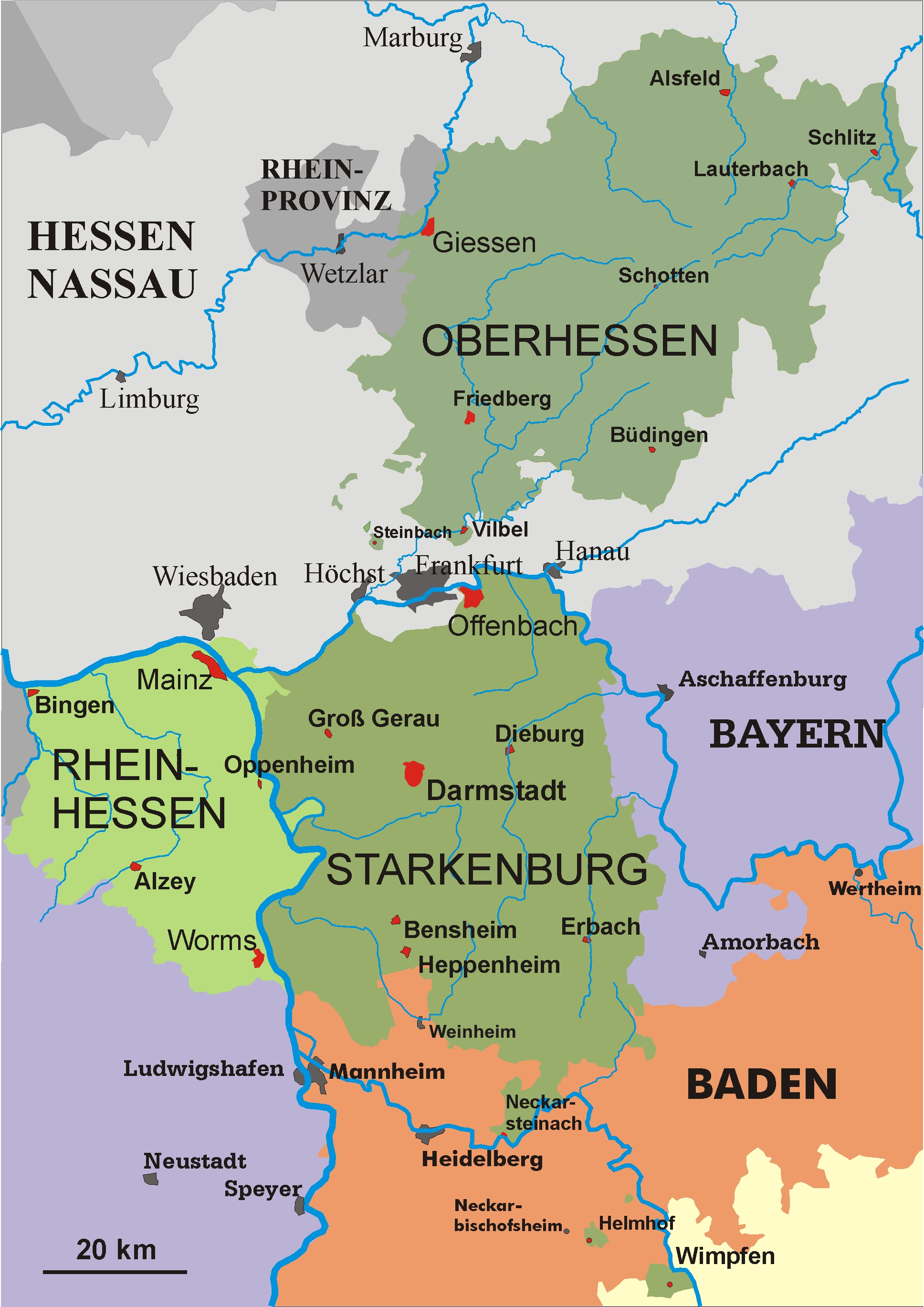
استان‌های ایالت خلق هسن در سال ۱۹۳۰: هسن علیا، اشتارکنبورگ و هسن راینی (راین هسن)